# Conselleria de Medi Ambient, Infraestructures i Territori de la Generalitat Valenciana
La Conselleria de Medi Ambient, Infraestructures i Territori de la Generalitat Valenciana és un departament o conselleria del Consell de la Generalitat valenciana amb les competències en matèria de medi ambient, caça, recursos hídrics, benestar animal, urbanisme i vertebració del territori, obres públiques, i transports, ports i aeroports.
Té adscrits diverses entitats i organismes entre les seues funcions: ICV (Institut Cartogràfic Valencià), ATMV (Autoritat de Transport Metropolità de València), AVSF (Agència Valenciana de Seguretat Ferroviària) i AVPT (Agència Valenciana de Protecció del Territori).
El departament va ser creat a la XI Legislatura i el conseller responsable des de juliol del 2024 és Vicente Martínez Mus (Partit Popular).

## Històric de competències
Les competències en matèria de medi ambient per una banda i de planificació territorial, urbanisme i habitatge (integrades a la històrica Conselleria d'Obres Públiques i Urbanisme) per l'altra, s'unifiquen per primera vegada a la VI Legislatura (2003-2007) amb la nova conselleria de Territori i Habitatge que va encapçalar primer el conseller Rafael Blasco i succeït per Esteban González Pons, ambdós del Partit Popular (PP). A la següent legislatura va incorporar les competències en matèria de recursos hídrics que havien en estat gestionades per la conselleria d'Agricultura. En aquestes dues primeres legislatures de funcionament no integrava les polítiques en matèria de transports i infraestructures que s'incorporaran a partir de la VIII Legislatura (2011-2015), etapa en que les polítiques hídriques tornen a Agricultura.
En les legislatures IX i X (2015-2023), governades per la coalició del PSPV i Compromís, la conselleria es dissol. Per una banda les competències relacionades amb el medi ambient s'unifiquen amb la conselleria d'Agricultura i per l'altra banda urbanisme, vertebració del territori, obres públiques i transports recuperen l'estatus de conselleria.
Amb la tornada al govern del PP, en coalició amb Vox al Consell de la Generalitat Valenciana en la XI Legislatura es recupera la conselleria amb la nomenclatura de Medi Ambient, Aigua, Infraestructures i Territori. Al 2024, amb l'eixida de Vox de l'executiu, la competència d'aigua va tornar a Agricultura. La nomenclatura actual, per tant, és Medi Ambient, Infraestructures i Territori.

## Llista de Conselleres i Consells
| #                                                                            | Legislatura                                      | Nom                                              | Nom                                              | Inici mandat                                     | Fi mandat                                        | Partit polític                                   | Partit polític                                   |
| Conselleria de Territori i Habitatge (2003-2007)                             | Conselleria de Territori i Habitatge (2003-2007) | Conselleria de Territori i Habitatge (2003-2007) | Conselleria de Territori i Habitatge (2003-2007) | Conselleria de Territori i Habitatge (2003-2007) | Conselleria de Territori i Habitatge (2003-2007) | Conselleria de Territori i Habitatge (2003-2007) | Conselleria de Territori i Habitatge (2003-2007) |
| ---------------------------------------------------------------------------- | ------------------------------------------------ | ------------------------------------------------ | ------------------------------------------------ | ------------------------------------------------ | ------------------------------------------------ | ------------------------------------------------ | ------------------------------------------------ |
| 1                                                                            | VI                                               |                                                  | Rafael Blasco Castany                            | 21 de juny de 2003                               | 30 de maig de 2006                               |                                                  | PP                                               |
| 2                                                                            | VI                                               |                                                  | Esteban González Pons                            | 30 de maig de 2006                               | 29 de juny de 2007                               |                                                  | PP                                               |
| Conselleria de Medi Ambient, Aigua, Urbanisme i Habitatge (2007-2011)        |                                                  |                                                  |                                                  |                                                  |                                                  |                                                  |                                                  |
| 3                                                                            | VII                                              |                                                  | José Ramón García Antón                          | 29 de juny de 2007                               | 11 d'agost de 2009                               |                                                  | PP                                               |
| 4                                                                            | VII                                              |                                                  | Juan Gabriel Cotino Ferrer                       | 31 d'agost de 2009                               | 22 de juny de 2011                               |                                                  | PP                                               |
| Conselleria de Infraestructures, Territori i Medi Ambient (2011-2015)        |                                                  |                                                  |                                                  |                                                  |                                                  |                                                  |                                                  |
| 5                                                                            | VIII                                             |                                                  | Isabel Bonig Trigueros                           | 22 de juny de 2011                               | 30 de juny de 2015                               |                                                  | PP                                               |
| Dissolta (2015-2023)                                                         |                                                  |                                                  |                                                  |                                                  |                                                  |                                                  |                                                  |
| Conselleria de Medi Ambient, Aigua, Infraestructures i Territori (2023-2024) |                                                  |                                                  |                                                  |                                                  |                                                  |                                                  |                                                  |
| 6                                                                            | XI                                               |                                                  | Salomé Pradas Ten                                | 20 de juliol de 2023                             | 12 de juliol de 2024                             |                                                  | PP                                               |
| Conselleria de Medi Ambient, Infraestructures i Territori (2024-)            |                                                  |                                                  |                                                  |                                                  |                                                  |                                                  |                                                  |
| 7                                                                            | XI                                               |                                                  | Vicente Martínez Mus                             | 12 de juliol de 2024                             | Actualitat                                       |                                                  | PP                                               |